# Karl Altmann (politicus)
Karl Altmann (Wenen 8 januari 1904 - aldaar 29 december 1960) was een Oostenrijks politicus (KPÖ).
Altmann, die lid was van de Kommunistische Partei Österreichs (KPÖ), was lid van de gemeenteraad van Wenen. Aan het einde van de Tweede Wereldoorlog (1945) werd hij als onderstaatssecretaris van Justitie opgenomen in de Voorlopige Staatsregering van Karl Renner. Van 20 december 1945 tot 20 november 1947 maakte hij als bondsminister van Elektrificatie en Energie als enige communist deel uit van de bondsregering-Figl I. 
Karl Altmann, die in 1960 overleed, was getrouwd met de politica Helene Postranecky (1903-1995).